# Karl Kaspar Kolin
Karl Kaspar Kolin (* 1. April 1734 in Zug; heimatberechtigt ebenda; † 9. Februar 1801 ebenda) war Zuger Stabführer, Statthalter, Landvogt und Ammann sowie letzter Pannerherr des alten Standes Zug.

## Leben und Wirken
Karl Kaspar Kolins war der Sohn des Pannerherrn Leodegar Anton Kolin. Er erhielt eine gute Schulbildung in Zug und trat 1752 in die Kanzlei des Fürstabts Kopp von Muri ein. Danach gründete er mit seinem Bruder und dem Statthalter Franz Karl Roos einen Florettseidenverlag und reiste 1756 zur kaufmännischen Ausbildung nach Italien. Paula, Tochter des Spezereihändlers und Hauptmanns Beat Kaspar Müller, wurde seine Ehefrau. Kolin übernahm den Verlag von seinen Partnern, baute ihn grosszügig aus und kam zu beträchtlichem Wohlstand. Nach dem Kämmen in Engelberg, Gersau und Weggis wurde die Seide vor allem in den Zuger «Berggemeinden» gesponnen.
Kolin wurde 1758 zum Landmajor und vier Jahre später zum Ratsherr gewählt. Als Statthalter des Standes Zug und «Stabführer» der Stadt stand er (in jährlich wechselnden Ämtern) von 1765 bis 1787 an der Spitze von Amt und Stadt Zug. Im Harten- und Lindenhandel der 1760er Jahre war er von 1767 bis 1770 Ammann des Standes. Kolin konnte so 1768 entscheidend zur Beilegung der Auseinandersetzung und zur Aussöhnung der streitenden Parteien beitragen. Nach seiner zweiten Ammannschaft, die 1776 begann, diente er anschliessend von 1779 bis 1781 als Landvogt in den «oberen Freien Ämtern». Als Erbe seines Bruders übernahm er 1792 das Amt des Pannerherrn und auch die Burg Zug. Mit dem Einmarsch der Franzosen schied er 1798 aus den Ämtern und dem Stadtrat aus.
Die Helvetische Gesellschaft nahm Kolin 1768 als Mitglied auf und bestimmte ihn im folgenden Jahr zum Präsidenten. Im kulturellen Bereich förderte er das Theater- und Musikleben seiner Heimatstadt. Seine Schrift Versuch, der zugerischen Jugend die Thaten ihrer allgemeinen und besondern Vorväter aus dem alten und mittleren Zeitalter einiger Massen bekannt zu machen erschien 1785/1786 als erstes Zuger Neujahrsblatt. Pädagogisch orientiert, sollte diese «im Sinne der späten Aufklärung, die Jugend in vaterländischer Geschichte bilden».
Karl Kaspar Kolin starb am 9. Februar 1801 als letzter männlicher Angehöriger des Geschlechts Kolin. Sein Schwiegersohn ergänzte den Seidenhandel um eine Eisenhandlung, aus der die internationale Unternehmensgruppe Bossard entstand.

## Belege
1. 1 2 3 4 5  Renato Morosoli: Karl Kaspar Kolin. In: Historisches Lexikon der Schweiz.  28. Oktober 2008.
2. ↑  Renato Morosoli: Johann Franz Kaspar Bossard. In: Historisches Lexikon der Schweiz.  7. Januar 2003.

| Personendaten    | Personendaten                                            |
| ---------------- | -------------------------------------------------------- |
| NAME             | Kolin, Karl Kaspar                                       |
| ALTERNATIVNAMEN  | Kolin, Carl Caspar                                       |
| KURZBESCHREIBUNG | Zuger Stabführer, Landammann, Pannerherr und Unternehmer |
| GEBURTSDATUM     | 1. April 1734                                            |
| GEBURTSORT       | Zug, Schweiz                                             |
| STERBEDATUM      | 9. Februar 1801                                          |
| STERBEORT        | Zug, Schweiz                                             |